# Sarco

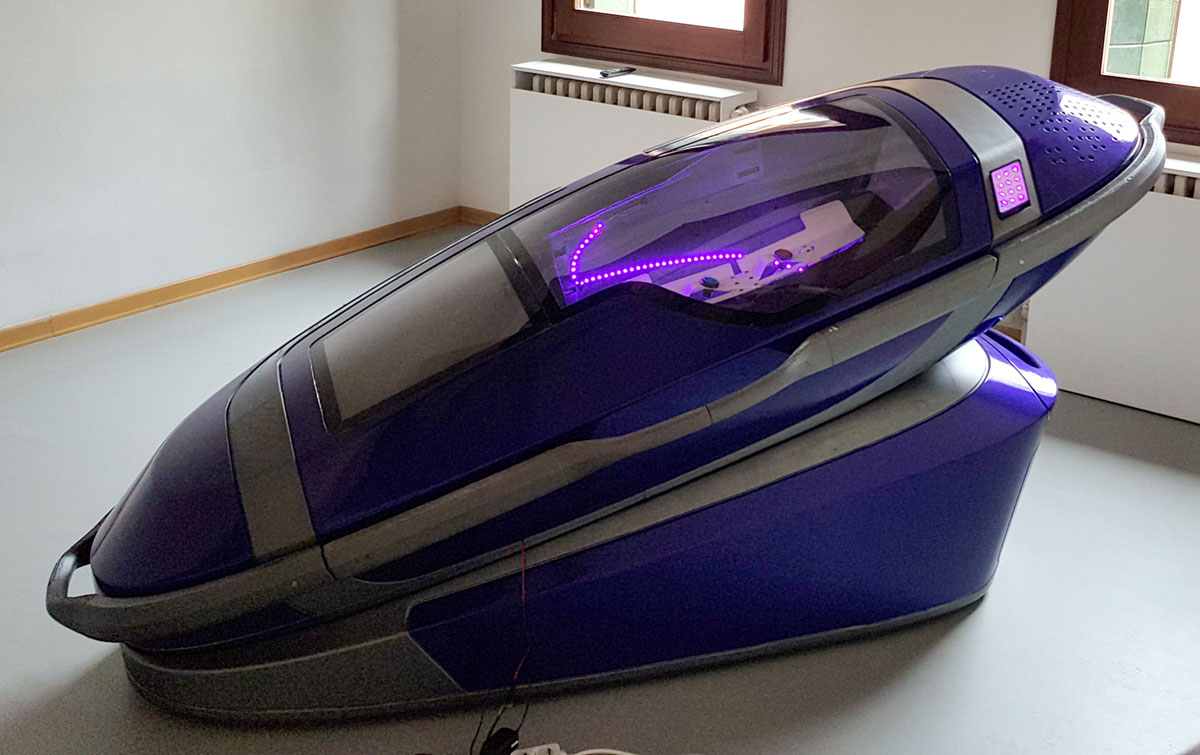
Sarco, устройство для эвтаназии, изобретённое Филипом Ничке

Sarco (или Pegasos) — устройство для эвтаназии, состоящее из съёмной капсулы, напечатанной на 3D-принтере и установленной на подставке. Устройство оборудовано баллоном со сжатым азотом для совершения самоубийства путём удушения инертным газом. Название «Сарко» представляет собой сокращение от слова «саркофаг». Азот, будучи довольно инертным в свободном состоянии, предотвращает панику, чувство удушья и страдания перед потерей сознания, известные как гиперкапническая реакция на тревогу:45, вызываемую высокой концентрацией углекислого газа в крови. Sarco была спроектирована инженером-конструктором из Нидерландов Александром Баннинком и активистом кампании за легализацию эвтаназии Филипом Ничке в 2017 году.

## История
Sarco развивает идею гипоксической смерти, ранее реализованную в мешке для самоубийства. Многие люди не желают использовать эвтаназию с помощью мешка из эстетических соображений или по причине клаустрофобии. Ничке называет это «фактором полиэтиленового пакета». Sarco разработан с учётом этих пожеланий.

## Принцип действия
Доступ к Sarco будет контролироваться с помощью онлайн-теста для оценки вменяемости кандидата. Если кандидат проходит тест, он получает код доступа к устройству Sarco, который действует 24 часа.
Пользователи Sarco могут выбрать затемнённую или прозрачную капсулу. Прозрачную капсулу можно транспортировать в место, которое умирающий желает видеть перед смертью. Ничке считает, что «место смерти, безусловно, является важным фактором».
Капсула Sarco обеспечивает быстрое снижение уровня кислорода при сохранении низкого уровня углекислого газа. При активации Sarco в капсулу подаётся 4 литра сжатого азота, которые вызывают падение уровня кислорода в организме до нескольких процентов от нормы менее чем за минуту. По словам Ничке, «человек нажимает кнопку, и капсула заполняется азотом. Он или она почувствует лёгкое головокружение, но затем быстро потеряет сознание и умрёт».

## Дизайн и производство
Ничке разработал Sarco совместно с голландским промышленным дизайнером Александром Баннинком.
Sarco печатается на 3D-принтере секциями размером 1000×500×500 мм. Программное обеспечение для проектирования позволяет изготавливать устройства по габаритам клиента. По словам Ничке, дизайн призван напоминать космический корабль, чтобы дать пользователям ощущение, что они путешествуют в мир иной.
Ничке планировал опубликовать чертежи устройства с открытым исходным кодом для Sarco к 2019 году.
В декабре 2021 года Sarco получила разрешение на использование в Швейцарии.

В сентябре 2024 года в Швейцарии задержали четырех человек после первого случая эвтаназии в капсуле Sarco, против них возбуждено уголовное дело. 
По информации SDA, после первого применения капсулы 64-летней американкой 23 сентября задержаны один из руководителей компании The Last Resort, предоставляющей услуги по добровольной эвтаназии, а также два адвоката и голландский журналист, которые присутствовали при ее запуске.
Как сообщил портал SRF, незадолго до запуска капсулы, глава МВД страны Бауме-Шнайдер заявила, что капсула Sarco нарушает действующее законодательство и не должна использоваться.

## Реакции
Таддеус Поуп, специалист по биоэтике из Юридической школы Митчелла Хамлайн, сказал, что дебаты вокруг Sarco могут привести к новому подходу законодателей к выбору вариантов ухода из жизни, отметив, что «это может быть важнее самого Sarco», и что доктор Ничке «иллюстрирует ограниченность медицинской модели и заставляет нас задуматься».
Другие критики охарактеризовали устройство как «просто помпезную газовую камеру», а другие выразили обеспокоенность тем, что оно гламуризирует суицид и может привести к «волне самоубийств», которая вдохновит на новые смерти.